# Вулиця Незалежності (Мелітополь)
Вулиця Незалежності — вулиця в тимчасово окупованому Мелітополі. Проходить вздовж західної границі міста. Починається від проїзду з вулиці Чкалова, закінчується перехрестям з вулицею Суворова.
Складається із приватного сектора. Покриття ґрунтове.

## Розташування
Вулиця починається від ґрунтової дороги, що веде від мелітопольської вулиці Чкалова до села Семенівка і йде на захід, уздовж північного кордону міста. Двома міждворовими проїздами сполучається із сусідньою вулицею Свободи, перетинає Козацьку вулицю та закінчується перехрестям з вулицею Суворова. Відразу за рядом будинків на північному боці вулиці починаються поля Семенівської сільради.

## Історія
У 1992 році на засіданні виконкому було ухвалено рішення про найменування кількох нових вулиць на західній околиці міста. Оскільки засідання відбулося невдовзі після проголошення незалежності України, дві вулиці здобули назви Свободи та Незалежності.
Територія, якою проходить вулиця, входить до складу Мелітопольського району. Це завдавало багато незручностей мешканцям, зокрема ані місто, ані район не ремонтували дорогу. Лише у 2013 році після численних зборів та заяв мешканців дорога та узбіччя були передані на баланс Семенівської сільради .
7 квітня 2023 року, під час Російського вторгнення в Україну, російська окупаційна влада Мелітополя видала наказ про переменування вулиці на честь колабораціоніста, Голови уряду "ДНР" Олександра Захарченка (1976—2018).

## Галерея
|                          |                                    |              |               |
| табличка з назвою вулиці | початок від проїзду з вул. Чкалова |              |               |
|                          |                                    |              |               |
| приватний будинок        |                                    | вид за місто | місцева фауна |